# Rouffiac (Cantal)
Rouffiac (okzitanisch Rofiac) ist eine französische Gemeinde mit 188 Einwohnern (Stand 1. Januar 2022) im Département Cantal in der Region Auvergne-Rhône-Alpes (vor 2016 Auvergne). Sie gehört zum Arrondissement Aurillac und zum Kanton Saint-Paul-des-Landes. Die Einwohner werden  Rouffiacois genannt.

## Lage
Rouffiac liegt etwa 24 Kilometer westnordwestlich von Aurillac im Zentralmassiv und in der Châtaigneraie. Umgeben ist Rouffiac von den Nachbargemeinden Cros-de-Montvert im Norden, Saint-Santin-Cantalès im Osten, Montvert im Südosten und Süden, Goulles im Süden und Westen sowie Saint-Geniez-ô-Merle und Saint-Cirgues-la-Loutre im Nordwesten.

## Bevölkerungsentwicklung
| Jahr                       | 1962 | 1968 | 1975 | 1982 | 1990 | 1999 | 2006 | 2011 | 2019 |
| Einwohner                  | 477  | 446  | 343  | 314  | 260  | 237  | 227  | 215  | 203  |
| Quellen: Cassini und INSEE |      |      |      |      |      |      |      |      |      |

## Sehenswürdigkeiten
- Kirche Saint-Martin
- Schloss Seignerolles aus dem 16. Jahrhundert

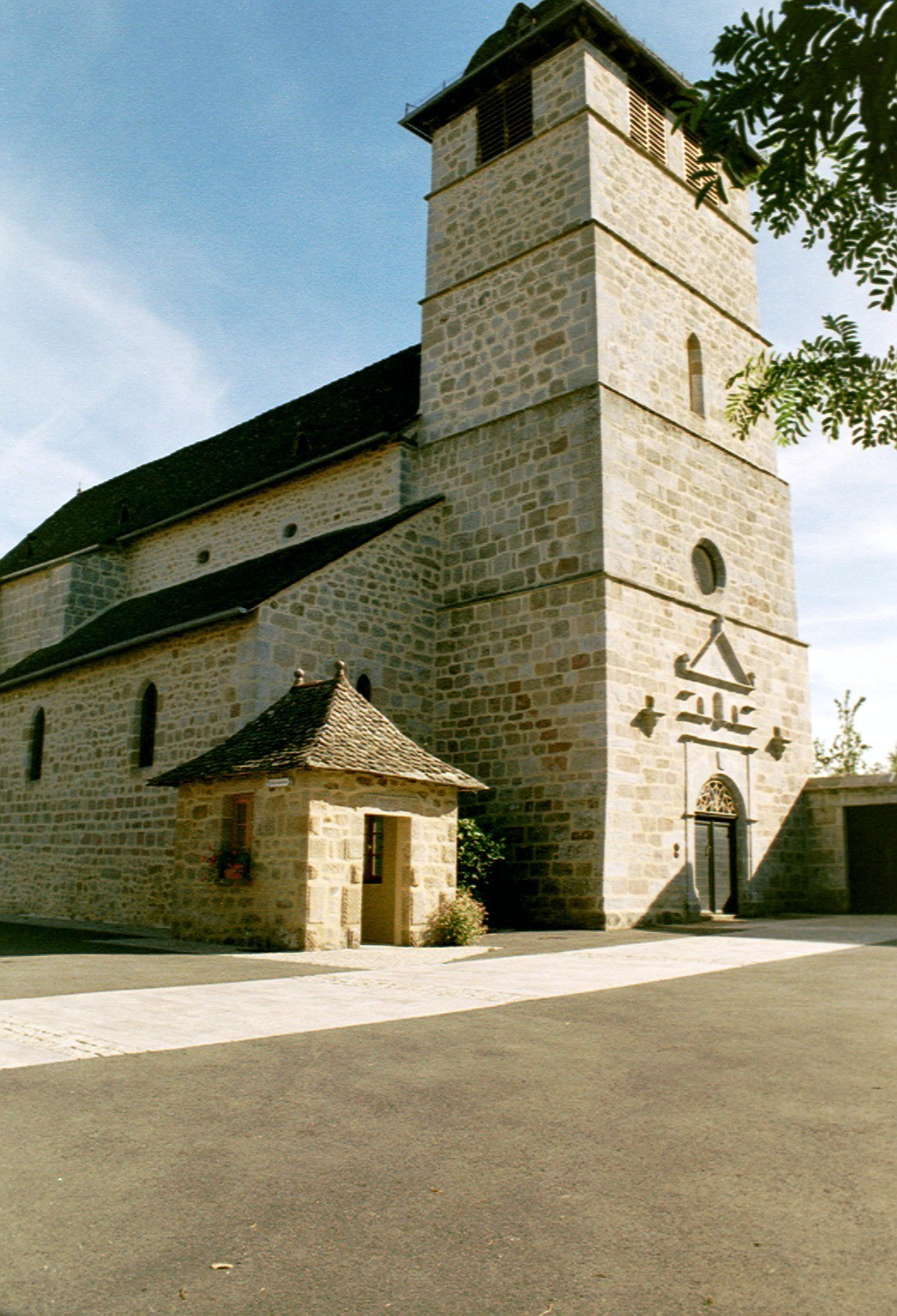
Kirche Saint-Martin

- Ruinen des Schlosses Carbonnières